# Couvent des Filles de Marie de l'Île-Rousse
L'institut des Filles-de-Marie de L'Île-Rousse est une ancienne maison d'éducation congréganiste de la commune de L'Île-Rousse située en Corse. Un projet de restauration y prévoit le transfert de l’office de tourisme de la Communauté de communes de l'Île-Rousse - Balagne.

## Localisation
L'édifice se trouve à l'extrémité Est de la place Paoli, place centrale de la ville où se trouve également l'église paroissiale de l'Immaculée-Conception et le marché couvert.

## Historique
L'institut des Filles de Marie de L'Île-Rousse a été édifié en 1849 et 1850 à l'initiative de François Piccioni, oncle du maire de l’Île Rousse, Sébastien Piccioni. Il abrite la congrégation religieuse des Filles de Marie Immaculée, une congrégation religieuse féminine enseignante et hospitalière de droit pontifical fondée à Agen. L'institut accueillera une vingtaine de sœurs et la première messe y fut célébrée le 26 décembre 1850.
À partir de la Loi de séparation des Églises et de l'État en 1905, l'institut fut laïcisé et prit le nom d'Institution Jeanne d'Arc et plus tard une magnanerie y fut installée au premier étage alors confisqué. En 1970, une partie du bâtiment deviendra une école maternelle doublée d'un local de catéchisme. Jusqu’en 2013, une partie annexe du bâtiment abritait l'École privée Notre Dame.
L'édifice est en péril avec une charpente particulièrement dégradée. La Communauté de communes du Bassin de vie de l'Île-Rousse obtient en mai 2012 la publication d’un arrêté d’expropriation pour cause d’utilité publique et y projette d'implanter l’accueil de l’office de tourisme intercommunal au rez de chaussée et le siège de la comcom sur les niveaux supérieurs. En 2017, l'affectation des niveaux supérieurs est revu pour consacrer un espace consacré à un centre d’interprétation de l’architecture et du patrimoine ; le coût total du projet est estimé à 4 millions d'euros.
Le site fait partie des 18 sites emblématiques du Loto du patrimoine 2020.